# Megalurus timoriensis
Megalurus timoriensis là một loài chim trong họ Locustellidae.